# 陕西网络广播电视台
陕西网络广播电视台，是陕西广播电视台的官方网站。陕西网络广播电视台的前身是的陕视网，2012年进行了改版并更换了域名。陕西网络广播电视台提供陕西广播电视台各免费频道的直播和点播服务。